# Jan Dulles
Jan Dulles, pseudoniem van Jan Keuken (Volendam, 15 januari 1975), is een Nederlandse zanger die nationaal bekend werd als lid van de 3JS. Naast zingen speelt hij ook mondharmonica en piano.

## Biografie
Dulles werd geboren met de naam Jan Keuken. Dulles is de bijnaam die zijn vader kreeg van zijn vriendjes, toen zij voor Amerikaanse toeristen voor geld op de foto gingen. Ze vernoemden hem naar John Foster Dulles, ooit Minister van Buitenlandse Zaken in de Verenigde Staten van Amerika. Dulles begon in de band A Cool Fridge. Deze band speelde soul, blues en rock-'n-roll.
Jaap Kwakman, Jaap de Witte en Dulles ontmoetten elkaar voor het eerst in 1996. Vanaf 2002 begonnen zij lokaal op te treden als de 3JS. Tussendoor waren Kwakman en Dulles ook bezig met een klein project, een rockband genaamd Bluebus. Met deze band namen ze een rockalbum op, dat echter nooit is uitgekomen. Later besloten zij te stoppen met Bluebus om zich volledig op de 3JS te concentreren. Op 25 mei 2006 speelden ze in de formatie "Bluebus" in het voorprogramma van Bon Jovi in het Nijmeegse Goffertpark.
Dulles vertolkte de rol van Judas in de Volendamse versie van de musical Jesus Christ Superstar. In 2007 schreef Dulles voor de Volendamse zanger Jan Mühren het nummer Verlang Naar Jou (op de melodie van Missing You van Chris de Burgh) dat verscheen op Mührens album Toen, Nu & Later dat door de 3JS werd geproduceerd. In 2007 brak hij met de 3JS nationaal door.
Jan Dulles schreef voor Maribelle de tekst voor het nummer Gevallen Engel dat in 2009 verscheen. Samen met de andere Js, Jaap en Jaap, schreef hij het nummer Nieuwe Maan op het album van Nick & Simon Vandaag.
In 2010 was Jan Dulles een van de zeven zangers in het TROS televisieprogramma De beste zangers van Nederland.
Op 17, 18 & 19 mei 2013 was Dulles, met de 3JS, te gast bij De Toppers in de Amsterdam ArenA. In 2014 vertolkte hij de rol van Jezus in het paas-spektakel The Passion.
In 2020 was Jan de winnaar van het RTL 4-programma The Masked Singer waarin hij te zien was als Neptunus, hij won de finale van Noortje Herlaar.

## Privé
Dulles en zijn vriendin trouwden in september 2023, nadat ze samen drie kinderen kregen.

## Discografie

### Singles
| Single met eventuele hitnotering(en) in de Nederlandse Top 40 | Datum van verschijnen | Datum van binnenkomst | Hoogste positie | Aantal weken | Opmerkingen                                             |
| ------------------------------------------------------------- | --------------------- | --------------------- | --------------- | ------------ | ------------------------------------------------------- |
| Turn your lights on                                           | 2013                  | -                     |                 |              | met Kid Vicious & D-Wayne / Nr. 84 in de Single Top 100 |